# Hans Liebermann

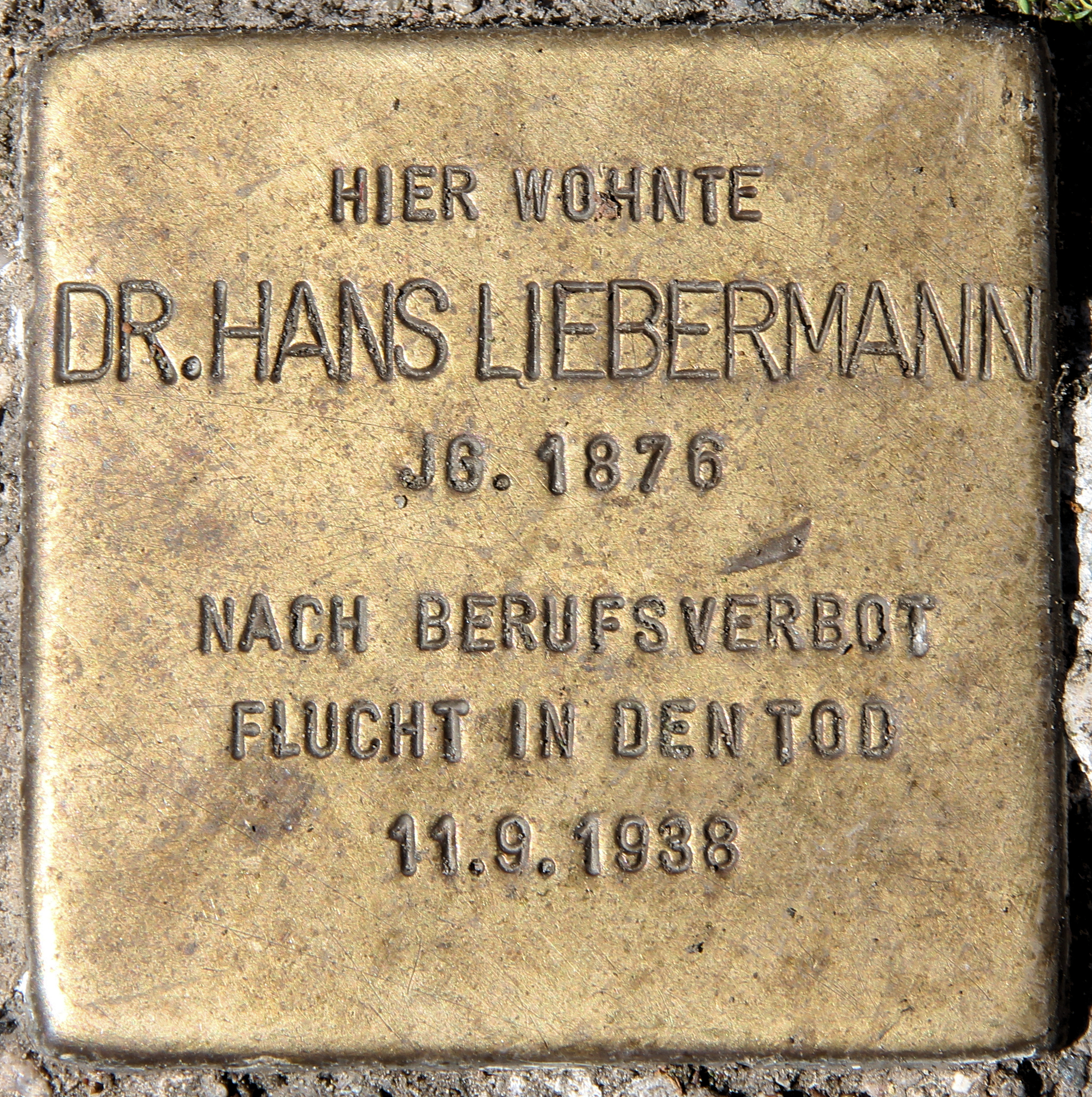
Stolperstein vor dem Haus, Binger Straße 25, in Berlin-Wilmersdorf

Hans Liebermann (* 26. März 1876 in Berlin; † 11. September 1938 ebenda) war Professor für Organische Chemie an der TH Berlin, von der er wegen seiner jüdischen Herkunft vertrieben wurde.

## Leben
Hans Heinrich Liebermann war einer von drei Söhnen Georg Liebermanns, einem der Brüder des Malers Max Liebermann. Von 1908 bis 1934 war er Assistent am Organischen Laboratorium der TH Berlin, wo er zudem zwischen 1913 und 1934 als Privatdozent und später als a. o. Professor für Organische Chemie angestellt war. Mit seiner Frau, die nicht jüdischer Herkunft war, hatte er vier Söhne.

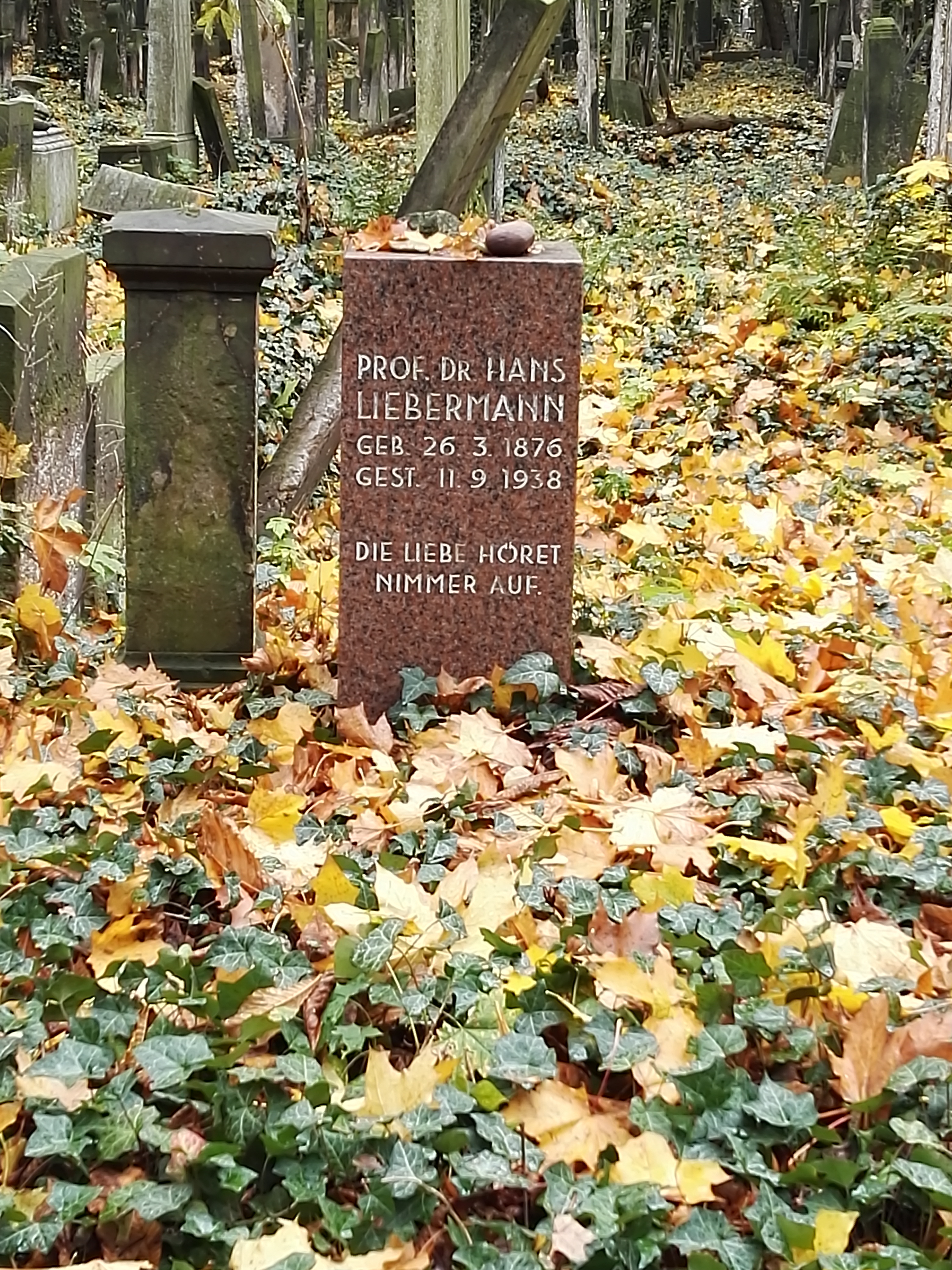
Grabstätte

Für Hans Liebermann wurde in Berlin, Charlottenburg-Wilmersdorf, ein Stolperstein verlegt, denn 

„Er gehörte nach 1933 zu den aus rassistischen Gründen durch die Nazis vertriebenen Wissenschaftler. Diese Demütigung konnte er nicht verkraften und wählte am 11. September 1938 den Freitod.“

Liebermann ist auf dem Jüdischen Friedhof Schönhauser Allee in Berlin-Prenzlauer Berg bestattet.
1926 erbte er von seinem Vater die Villa an der Tiergartenstraße 4. Nach der Machtergreifung durch NS-Behörden wurde das Gebäude „quasi beschlagnahmt“ und diente ab Frühjahr 1940 als Behördensitz der unter dem Tarnnamen Aktion T4 bekannten „Euthanasie“-Morde – die Ermordung kranker und geistig behinderter Menschen.